# Linda Stahl
Linda Stahl (* 2. Oktober 1985 in Steinheim) ist eine ehemalige deutsche Speerwerferin. Ihre größten Erfolge sind der Sieg bei den Europameisterschaften in Barcelona 2010, der Gewinn der Bronzemedaille bei den Olympischen Spielen 2012 in London und der Titelgewinn bei den U23-Europameisterschaften 2007 in Debrecen.

## Leben
Von 2006 bis 2014 absolvierte Linda Stahl ein Studium der Medizin, zunächst in Münster und dann an der Universität zu Köln. Unterstützt war sie dabei durch die Förderungsmöglichkeiten der „Dualen Karriere“. 2020 wurde sie an der Universität Witten-Herdecke mit einer Arbeit über Sportverletzungen zum Dr. med. promoviert.
Linda Stahl startete seit 2003 für den TSV Bayer 04 Leverkusen. Dort trainierte sie zusammen mit Katharina Molitor bei Helge Zöllkau. Zuvor war sie in ihrem Heimatverein LG Lippe-Süd aktiv.
Bei den Weltmeisterschaften 2007 in Osaka warf sie in der Qualifikation im ersten Versuch mit 62,80 m Bestleistung und kam im Finale mit einer Weite von 61,03 m auf Platz acht. In der Saison 2008 warf sie bereits am 17. Januar 2008 in Köln 62,34 m und zeigte damit eine gute Frühform in der Olympiasaison. Im weiteren Verlauf hatte sie Rückenprobleme (Bandscheibenvorfall im Frühjahr), so dass sie trotz konstanter Leistungen die Olympianorm von 60,50 Metern im Qualifikationszeitraum um zwei Zentimeter verfehlte. Bei den Deutschen Meisterschaften 2008 wurde sie mit einer Weite von 60,18 m Dritte. Erst nach Ablauf der Qualifikationsfrist für die Olympischen Spiele in Peking warf sie den Speer 66,06 m weit und verbesserte damit ihre persönliche Bestleistung um über drei Meter. Obwohl sie sich damit zu diesem Zeitpunkt an die dritte Stelle der Jahresweltbestenliste hinter Barbora Špotáková und Christina Obergföll schob – nur Marija Abakumowa und Steffi Nerius setzten sich im Laufe der Saison noch vor sie, konnte sie sich nicht mehr für die Olympischen Spiele qualifizieren.
Im Weltmeisterschaftsjahr 2009 übertraf sie früh in der Saison gleich mehrmals die Weltmeisterschaftsnorm von 61 Metern und qualifizierte sich damit für die Weltmeisterschaften. Dort legte sie bereits in der Qualifikationsrunde mit 63,86 m im ersten Versuch als beste Deutsche vor, im Finale belegte Stahl mit einer Weite von 63,23 m schließlich den sechsten Platz.
Am 29. Juli 2010 wurde Linda Stahl mit einer Weite von 66,81 m Europameisterin bei den Europameisterschaften 2010 in Barcelona. Bei den Weltmeisterschaften 2011 konnte sie wegen einer Verletzung nicht antreten.
Am 7. Juni 2012 übertraf Linda Stahl mit 62,33 m beim Leichtathletik-Meeting in Rhede die Olympianorm und sicherte sich damit die Nominierung zu den Olympischen Spielen 2012 in London. Bei den Europameisterschaften 2012 wurde sie mit 63,69 m Dritte.
Bei den Olympischen Spielen errang sie mit 64,91 m die Bronzemedaille hinter der Olympiasiegerin Barbora Špotáková aus Tschechien und Christina Obergföll. Mit 64,78 m belegte sie den vierten Platz bei den Weltmeisterschaften 2013 in Moskau.
2015 erreichte Linda Stahl bei den Weltmeisterschaften in Peking den zehnten Platz.
2016 wurde sie Vizeeuropameisterin in Amsterdam, und kam bei den Olympischen Spielen in Rio de Janeiro trotz einer Verletzung auf den 11. Platz.
Am 18. August 2016 beendete Stahl im Olympiastadion Rio de Janeiro ihre Karriere als Speerwerferin.

## Ehrungen
- 2010: „Felix“ als „Sportlerin des Jahres“ von Nordrhein-Westfalen[10]
- 2012: Silbernes Lorbeerblatt[11]
- 2018: Rudolf-Harbig-Gedächtnispreis[12]

## Politik
Am 28. Februar 2012 wählte der Nordrhein-Westfälische Landtag Stahl auf Vorschlag der SPD in die 15. Bundesversammlung zur Wahl des elften Bundespräsidenten am 18. März 2012. Auch für die 16. Bundesversammlung zur Wahl des zwölften Bundespräsidenten am 12. Februar 2017 wurde sie auf demselben Weg gewählt.

## Funktionen
Im März 2018 wurde Stahl in das Präsidium des Neusser Sportfördervereins „Partner für Sport und Bildung“ (PSB) gewählt und soll als Vizepräsidentin den engen Kontakt zu den Aktiven pflegen.